# Tomasz Kozłowicz
Tomasz Kozłowicz (ur. 17 lipca 1964 w Łodzi) – polski aktor teatralny, filmowy i dubbingowy oraz lektor. Aktor warszawskiego Teatru Ateneum.
Zadebiutował w teatrze w dniu własnych urodzin w 1986 roku. Rok później ukończył studia na PWST w Warszawie. W latach 1982–1983 studiował także na PWSFTviT w Łodzi. Pracuje także jako lektor filmowy i telewizyjny, używając pseudonimu Jan Czernielewski.

## Filmografia
- 2012–2015, 2017: Barwy szczęścia – Krzysztof Redyk
- 2009, 2013-2015: Blondynka – prokurator Zbigniew
- 2005: Oda do radości – pośrednik
- 2003: Glina – Henryk Karbowiak (odc. 2-3)
- 2003: Na Wspólnej – Dariusz Gawlik
- 2002–2005: Baśnie i bajki polskie – Dratewka (głos)
- 2001: Kocham Klarę – Kuba Zalapski
- 2000: Cud purymowy – dealer samochodowy
- 2000–2001: Adam i Ewa – Michał Nowicki
- 1995: Ekstradycja – funkcjonariusz UOP Kamil Zybertowicz (odc. 2-5)
- 1993: Goodbye Rockefeller – nauczyciel Krzysztof Jeleński
- 1993: Siedmiomilowe trampki – Marcel (głos)
- 1992: 1968. Szczęśliwego Nowego Roku – Piotr
- 1990: W środku Europy – syn porucznika
- 1988: Spadek – Leon Zabielak w młodości
- 1988: Dekalog IV – Jarek

### Gościnnie
- 2023: Korona królów. Jagiellonowie - Papież Marcin V

- 2015: Komisarz Alex – Ryszard Wolski, pracownik parabanku (odc. 87)
- 2014: To nie koniec świata – kierownik sklepu sportowego (odc. 17)
- 2012: Pierwsza miłość – ambasador
- 2010: Duch w dom – kolega Jerzego (odc. 7)
- 2010: Ojciec Mateusz – Galica, właściciel biura matrymonialnego (odc. 53)
- 2006: M jak miłość  – właściciel kawiarni, w której Kinga pracowała
- 2005: Klinika samotnych serc – Jacek Nowak, właściciel Kancelarii Notarialnej, w której jako sekretarka pracuje Ewa Majdan
- 2005: Kryminalni – Rafał Szostak, wicedyrektor banku (odc. 16)
- 2004: Oficer – klient agencji towarzyskiej „Lolita” (odc. 5)
- 2004: Pensjonat pod Różą – Krzysztof (odc. 22)
- 2003: Kasia i Tomek – wodzirej na balu przebierańców
- 1999: Rodzina zastępcza – kelner (odc. 7)
- 1999: Miodowe lata – Tomasz Markowski (odc. 21)
- 1997–2006, 2016: Klan – doktor Wojciech Słowik
- 1992: Żegnaj, Rockefeller – nauczyciel Krzysztof Jeleński
- 1992: Kuchnia polska – Piotr (odc. 4)
- 1988: Rodzina Kanderów – Władek Bareczko

## Lektor
- 2001- :Jak to jest zrobione? (Lektor polskiej wersji)
- 1996: Dzwonnik z Notre Dame (TVN)
- 1994 - Maska (wersja lektorska DVD)
- 1989: Mała Syrenka (wersja lektorska, Puls 2, Disney Channel)

## Polski dubbing
- 2023: ACME Aprilis – Królik Bugs
- 2020: Zwariowane melodie: Kreskówki – Królik Bugs
- 2013: Ratchet & Clank: Nexus – Clank
- 2011: Nie ma to jak bliźniaki: Film - Marion Moseby
- 2011: Cziłała z Beverly Hills 2 – Sędzia
- 2010: Hero 108
- 2010: Heavy Rain – Tony
- 2010: Królik Bugs: Zakręcona opowieść wigilijna –
  - Królik Bugs,
  - Speedy
- 2009: Batman: Odważni i bezwzględni –
  - Tornado Champion / Tornado Tyran (odc. 20),
  - Taboo (odc. 47),
  - Lord Denat (odc. 51)
- 2009: Tatastrofa – Maurice
- 2008: Wilf – pies czarownicy (druga wersja dubbingu) –
  - Wilf,
  - Mysz okularnik (odc. 3)
- 2008-2011: Nie ma to jak statek – Marion Moseby
- 2008: Garfield: Festyn humoru – Jon
- 2007: Lucky Luke na Dzikim Zachodzie – Jack
- 2007: Co gryzie Jimmy’ego? (serial) – Golly Gopher
- 2006: Co gryzie Jimmy’ego? (film) – Golly Gopher
- 2006: Wymiennicy – Dr Skorpion (seria II)
- 2006: Noc w muzeum
- 2005–2008: Johnny Test – Bling Bling Boy
- 2005–2008: Nie ma to jak hotel – Marion Moseby
- 2005: Tom i Jerry: Szybcy i Kudłaci
- 2004: Legenda telewizji
- 2004: Transformerzy: Wojna o Energon – Kicker
- 2004: Świątynia pierwotnego zła – Bertram
- 2003: Looney Tunes znowu w akcji – Speedy Gonzales
- 2003–2005: Kaczor Dodgers
- 2003: Szczenięce lata Clifforda – Zo (większość odcinków)
- 2003: Old School: Niezaliczona
- 2002-2008: Kryptonim: Klan na drzewie
- 2002: Brenda i pan Whiskers – Pan Whiskers
- 2002–2005: Co nowego u Scooby’ego?
- 2002: Śnieżne psy – Ted Brooks
- 2002: Nowy Scooby Doo –
  - Robin (odc. 2, 15),
  - Alan M. Mayberry (odc. 18)
- 2001–2007: Mroczne przygody Billy’ego i Mandy –
  - Pryszczaty nastolatek (odc. Upiorny tyran),
  - Jeden z Elfów (odc. I Ty możesz zostać karłem!),
  - Różne głosy
- 2001–2006: Liga Sprawiedliwych / Liga Sprawiedliwych bez granic
- 2001–2004: Samuraj Jack – Dżentelmen (odc. 44)
- 2001: Scooby Doo i Cyberpościg – Bill
- 2001: Spirited Away: W krainie bogów
- 1999–2004: Rocket Power – Sam
- 1999: SpongeBob Kanciastoporty – Kevin Morski Ogórek
- 1999: Inspektor Gadżet – Inspektor Gadżet / John Brown, RoboGadżet
- 1999: Animaniacy: Życzenie Wakko – Yakko
- 1998–2004: Atomówki – jeden z Amebowców
- 1998: Mistrzowie golfa
- 1998: Jetsonowie
- 1998: Flintstonowie
- 1997: Anastazja (druga wersja dubbingu) – Dymitr
- 1996: Dzwonnik z Notre Dame – Quasimodo
- 1996: Quasimodo – Quasimodo
- 1995–2002: Timon i Pumba –
  - Ząb #3,
  - Kontroler
- 1995: Rob Roy – Alasdair McGregor
- 1995: Pocahontas – Thomas
- 1994: Scooby Doo i baśnie z tysiąca i jednej nocy
- 1994: Maska – Stanley Ipkiss / Maska
- 1994: Patrol Jin Jina
- 1994: Molly – Dominik
- 1994: Bodzio – mały helikopter (pierwsza wersja dubbingu) – Bodzio
- 1993–1998: Animaniacy – Yakko
- 1993–1995: Legendy Wyspy Skarbów – Jim Hawkins
- 1993–1995: Szmergiel – Rozpadek
- 1993–1994: Przygody Speeda Błyskawicy – Speed Błyskawica
- 1992–1997: X-Men – Bobby
- 1992–1996: Kroniki młodego Indiany Jonesa – Indiana Jones (wiek 16 lat)
- 1992–1993: The Addams Family
- 1992–1993: Przygody Tintina – Tintin
- 1990: Piotruś Pan i piraci (trzecia wersja dubbingowa) –
  - Piotruś Pan,
  - Bliźniak Pierwszy
- 1990–1992: Bouli – Punk
- 1990: Bajarz – Niebój (odc. 2)
- 1988–1990: Kroniki Narnii
- 1987: Leśna rodzina
- 1987–1990: Kacze opowieści (pierwsza wersja dubbingu) – Goguś (odc. 13)
- 1987: Kaczor Daffy: Fantastyczna wyspa – Speedy Gonzales
- 1987: Królik Bugs: 1001 króliczych opowiastek – Speedy Gonzales
- 1986: Troskliwe misie (trzecia wersja dubbingu) – lektor
- 1985-1992: Historie biblijne - Moki (pierwsza wersja dubbingu, edycja na VHS)
- 1985-1992: Gumisie – Unwyn (odc. 1-14)
- 1981–1992: Niebezpieczna Mysz – Pimpek
- 1981–1982: Ulisses 31 – Nono
- 1975: Przygody Tomka Sawyera – Tomek Sawyer